# Championnat de Belgique masculin de handball 1982-1983
Navigation
Division 1 1981-1982 Division 1 1983-1984
La saison 1982-1983 du Championnat de Belgique de handball fut la 25e édition de la plus haute division belge de handball. 

## Participants
| - HC Herstal - ROC Flémalle - Sporting Neerpelt - Union beynoise - KV Sasja HC Hoboken - JS Grivengée |  | - Olse Merksem HC - TSV Eupen - SK Avanti Lebbeke - YR KV Mechelen - Initia HC Hasselt - CH Charleroi |

### Localisation
| \| ROC Flémalle Union beynoise Olse Merksem KV Sasja KV Mechelen Elita Lebbeke TSV Eupen HC Herstal Initia HC Hasselt Sporting Neerpelt JS Grivegnée CH Charleroi \| Localisation des clubs engagés dans le championnat |
| ROC Flémalle Union beynoise Olse Merksem KV Sasja KV Mechelen Elita Lebbeke TSV Eupen HC Herstal Initia HC Hasselt Sporting Neerpelt JS Grivegnée CH Charleroi                                                          |

Nombre d'équipes par Province
| # | Province                      | Nombre | Équipe(s)                                                        |
| - | ----------------------------- | ------ | ---------------------------------------------------------------- |
| 1 | Province de Liège             | 5      | ROC Flémalle, HC Herstal, HC Beyne, TSV Eupen 1889, JS Grivegnée |
| 2 | Province d'Anvers             | 3      | KV Sasja HC, Olse Merksem HC, YR KV Mechelen                     |
| 3 | Province de Limbourg          | 2      | Sporting Neerpelt, Initia HC Hasselt                             |
| 4 | Province de Flandre-Orientale | 1      | SK Avanti Lebbeke                                                |
| 4 | Province de Flandre-Orientale | 1      | CH Charleroi                                                     |

### Classement
|    | Équipe                | Pts | J  | G  | N | P  | Bp  | Bc  | Diff |
| -- | --------------------- | --- | -- | -- | - | -- | --- | --- | ---- |
| 1  | Sporting Neerpelt (T) | 39  | 22 | 19 | 1 | 2  | 530 | 374 | 156  |
| 2  | SK Avanti Lebbeke     | 37  | 22 | 17 | 1 | 3  | 542 | 403 | 139  |
| 3  | Initia HC Hasselt     | 32  | 22 | 15 | 2 | 5  | 535 | 370 | 165  |
| 4  | KV Sasja HC           | 30  | 22 | 14 | 2 | 6  | 488 | 410 | 78   |
| 5  | YR KV Mechelen        | 26  | 22 | 11 | 4 | 7  | 509 | 488 | 21   |
| 6  | Olse Merksem HC       | 24  | 22 | 11 | 2 | 9  | 509 | 430 | 79   |
| 7  | Union beynoise        | 22  | 22 | 10 | 2 | 10 | 538 | 533 | 5    |
| 8  | HC Herstal            | 21  | 22 | 9  | 3 | 10 | 471 | 488 | -17  |
| 9  | TSV Eupen             | 17  | 22 | 8  | 1 | 13 | 442 | 496 | -54  |
| 10 | JS Grivegnée          | 12  | 22 | 5  | 2 | 15 | 425 | 472 | -47  |
| 11 | ROC Flémalle          | 4   | 22 | 2  | 0 | 20 | 424 | 590 | -166 |
| 12 | CH Charleroi          | 0   | 22 | 0  | 0 | 22 | 317 | 676 | -359 |

|                 | Champion                 |
|                 | Relégation en division 2 |
| (T)             | Tenant du titre          |
| en augmentation | Promu de 1982            |